# Бестужев-Рюмин, Михаил Алексеевич
Михаил Алексеевич Бестужев-Рюмин (1798, или ок. 1800 или ок. 1802 — 6 (18) марта 1832) — русский поэт-сатирик, критик и журналист.

## Биография
Из старинного дворянского рода. В молодости, по-видимому, посещал лекции Н. Н. Сандунова в Московском университете или Московском университетском благородном пансионе.
Служил в армии, был бригадным и дивизионным адъютантом, потом перешёл на гражданскую службу и занялся исключительно литературной деятельностью.
В 1816 году им было напечатано «Приношение новому 1816 году» (М. 1816). Затем появились: «Краткий памятник для полевых офицеров» (СПб., 1818) и «Рассуждение о певце в стане русских воинов» (1822), «Певец среди русских воинов» (1823). Его стихотворения печатались в журналах с 1819 года.
С 1824 по 1831 г. им были изданы альманахи: «Майский листок», «Сириус», «Северная Звезда» и «Гирлянда».
В 1830 году Бестужев стал издавать литературную газету «Северный Меркурий»: в 1830 году вышло 138 номеров, вместо запланированных 156, в 1831 — только 75, а в 1832 — всего 5 номеров. В альманахах и в этой газете Бестужевым напечатано много критических и полемических статей, большей частью под псевдонимом Аристарха Заветного; самая большая из этих статей посвящена Веневитинову и его сочинениям («Сев. Звезда», 1829 г. и «Сев. Пчела», 1829 г., № 22—24, 47, 49 и 50).
Газета Бестужева поддерживалась более всего любителями литераторами, Николаем Александровичем Татищевым и Александром Николаевичем Глебовым; сотрудничали в ней также: А. И. Подолинский, А. Д. Илличевский, барон Розен, Д. Шепелев и др. Из-за личной вражды Бестужева к А. Ф. Воейкову между «Северным Меркурием» и «Литературными Прибавлениями к Русскому Инвалиду», издававшимися Воейковым, велась сильная полемика, обострившаяся до того, что Воейков начал хлопотать о высылке Бестужева из столицы.
Литературное значение не велико. Стихотворения его частью представляют собою подражания современным ему романтическим корифеям, особенно Байрону, частью они содержания сатирического и изобилуют экскурсами в область современной литературы (особенно изданный отдельный диалог: «Мавра Власьевна Томская и Фрол Савич Калугин». — СПб., 1828 г.). Критические и полемические статьи Бестужева интересны лишь как образцы журнальной перебранки того времени; «Бориса Годунова» Пушкина Бестужев встретил глумлением, а в Подолинском видел серьезного соперника Пушкину.